# Super Stickman Golf
Super Stickman Golf est une série de jeux vidéo de golf développée et éditée par Noodlecake Studios sur iOS et Android.

## Liste de titres
- 2011 : Super Stickman Golf
- 2013 : Super Stickman Golf 2[1],[2],[3]
- 2016 : Super Stickman Golf 3[4],[5],[6]